# Eumorsea
Eumorsea là một chi côn trùng thuộc họ Eumastacidae.

## Các loài
Chi này có các loài sau:
- Eumorsea pinaleno